# Панівецька сільська рада (Борщівський район)
Паніве́цька сільська́ ра́да — адміністративно-територіальна одиниця та орган місцевого самоврядування в Борщівському районі Тернопільської області. Адміністративний центр — село Панівці.

## Загальні відомості
- Територія ради: 4,114 км²
- Населення ради: 1 354 особи (станом на 2001 рік)
- Територією ради протікає річка Збруч

## Населені пункти
Сільській раді підпорядковані населені пункти:
- с. Панівці
- с. Завалля

## Населення
За переписом населення України 2001 року в сільській раді мешкало 1350 осіб.

### Мова
Розподіл населення за рідною мовою за даними перепису 2001 року:
| Мова       | Відсоток |
| ---------- | -------- |
| українська | 99,70 %  |
| російська  | 0,22 %   |
| молдовська | 0,07 %   |

## Склад ради
Рада складається з 16 депутатів та голови.
- Голова ради:
- Секретар ради: Бойчук Марія Василівна

### Керівний склад попередніх скликань
| Прізвище, ім'я, по батькові | Основні відомості                                    | Дата обрання | Дата звільнення |
| --------------------------- | ---------------------------------------------------- | ------------ | --------------- |
| Мукомела Іван Васильович    | Сільський голова, 1977 року народження, безпартійний | 26.03.2006   | 31.10.2010      |

Примітка: таблиця складена за даними сайту Верховної Ради України

### Депутати
За результатами місцевих виборів 2010 року депутатами ради стали:

#### За суб'єктами висування
| Суб'єкт висування | Кількість обраних депутатів | %   |
| ----------------- | --------------------------- | --- |
| Самовисування     | 16                          | 100 |

#### За округами
| № округу | Прізвище, ім'я, по батькові    | Дата визнання обраним | Освіта  | Партійна приналежність | Відомості про обраного депутата                         |
| -------- | ------------------------------ | --------------------- | ------- | ---------------------- | ------------------------------------------------------- |
| 1        | Бойко Володимир Юрійович       | 02.11.2010            | середня | позапартійний          | тимчасово не працює                                     |
| 2        | Сержант Марія Михайлівна       | 02.11.2010            | середня | позапартійна           | тимчасово не працює                                     |
| 3        | Бойчук Марія Василівна         | 02.11.2010            | середня | позапартійна           | Панівецька с/р, секретар                                |
| 4        | Головачук Ганна Степанівна     | 02.11.2010            | середня | позапартійна           | пенсіонер                                               |
| 5        | Заплітна Зінаїда Степанівна    | 02.11.2010            | середня | позапартійна           | Панівецька загальноосвітня школа І-ІІ ст., техпрацівник |
| 6        | Буряк Галина Василівна         | 02.11.2010            | середня | позапартійна           | Панівецька с/р, бухгалтер                               |
| 7        | Цибак Галина Ярославівна       | 02.11.2010            | середня | позапартійна           | тимчасово не працює                                     |
| 8        | Владика Михайло Васильович     | 02.11.2010            | середня | позапартійний          | тимчасово не працює                                     |
| 9        | Мукомела Василь Дмитрович      | 02.11.2010            | середня | позапартійний          | тимчасово не працює                                     |
| 10       | М'ялковський Микола Дмитрович  | 02.11.2010            | середня | позапартійний          | тимчасово не працює                                     |
| 11       | Сагайдак Надія Володимирівна   | 02.11.2010            | середня | позапартійна           | тимчасово не працює                                     |
| 12       | Бойчук Степан Васильович       | 02.11.2010            | середня | позапартійний          | тимчасово не працює                                     |
| 13       | Басараба Любомир Володимирович | 02.11.2010            | середня | позапартійний          | тимчасово не працює                                     |
| 14       | Шпак Оксана Василівна          | 02.11.2010            | вища    | позапартійна           | Панівецька загальноосвітня школа І-ІІ ст., вчитель      |
| 15       | Панчук Стефанія Степанівна     | 02.11.2010            | середня | позапартійна           | Кудринецький фельдшерсько-акушерський пункт, медсестра  |
| 16       | Ярославський Іван Михайлович   | 02.11.2010            | середня | позапартійний          | Панівецька загальноосвітня школа І-ІІ ст., вчитель      |